# Zitadelle von Jaca

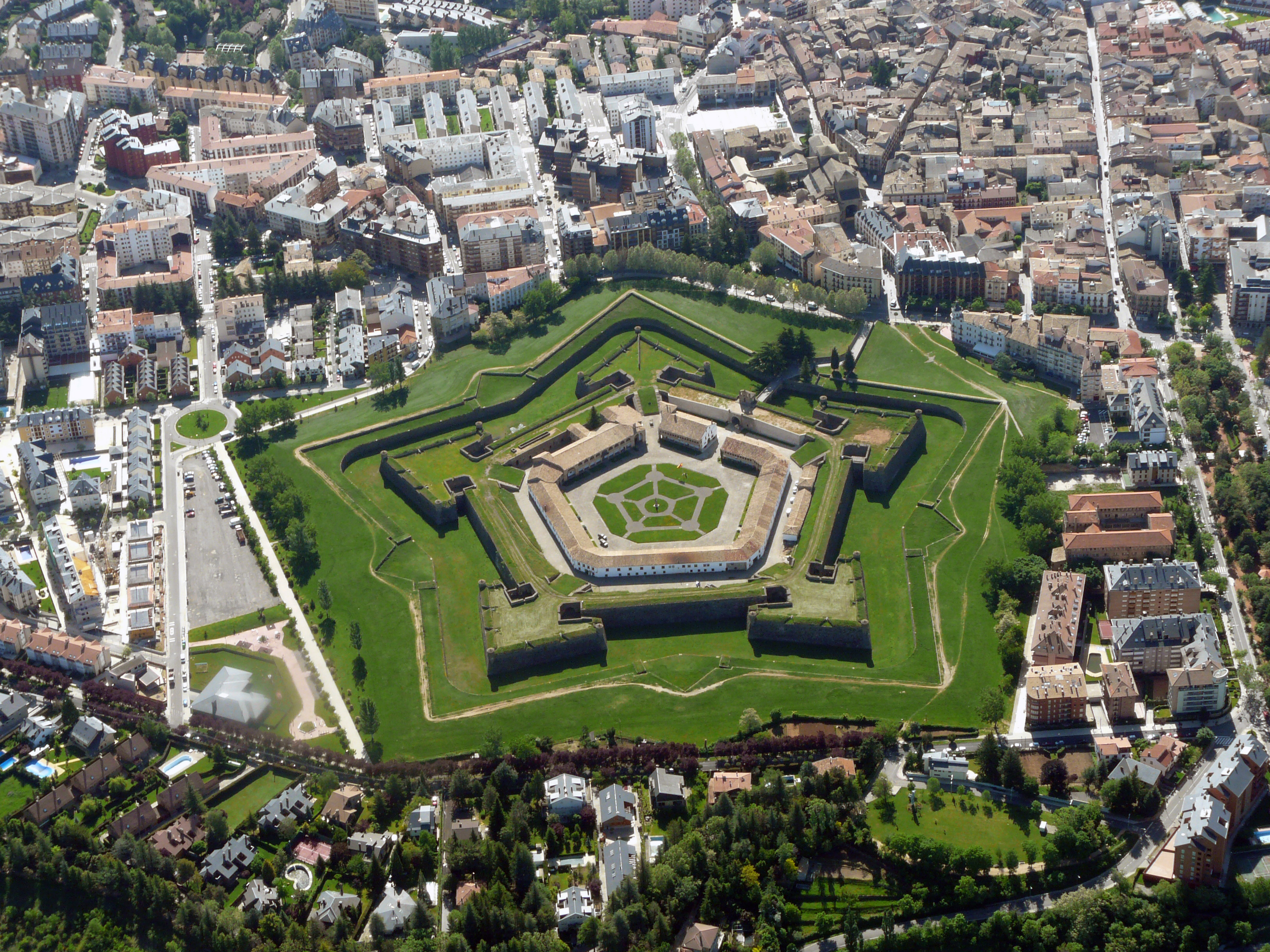
Luftbild der Zitadelle

Die Zitadelle von Jaca (Ciudadela de Jaca; Castillo de San Pedro) ist eine Befestigungsanlage (Zitadelle) in Form eines regelmäßigen Fünfecks in der Stadt Jaca in Aragonien.

## Geschichte

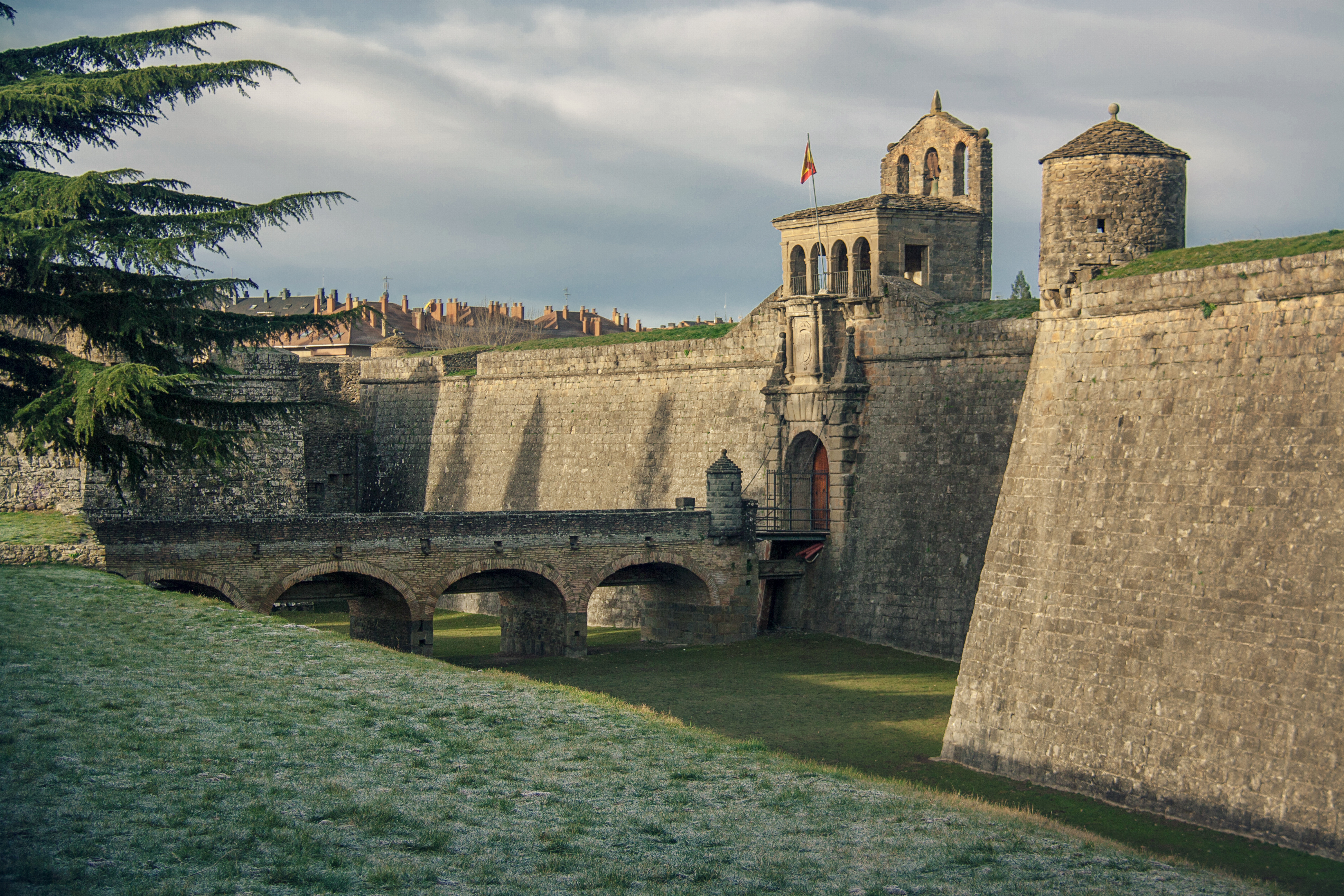
Zitadelle von Jaca

Mit dem Bau der Anlage wurde 1592 (fast gleichzeitig mit dem neuneckigen Palmanova in Venetien) während der Regierung König Philipps II. von Spanien unter der Leitung des italienischen Ingenieurs Tiburzio Spannocchi begonnen. Anlass waren die europäischen Religionskriege des 16. Jahrhunderts und die strategisch wichtige Lage der Stadt Jaca nahe der Grenze und am Fuß wichtiger Pässe nach Frankreich. Der Bau wurde 1670 vollendet. 1707 wurde die Festung im Spanischen Erbfolgekrieg von den Truppen des Erzherzogs Karl von Österreich angegriffen. Im Unabhängigkeitskrieg von 1809 wurde sie von den Truppen des Marschalls Suchet besetzt, jedoch 1814 von spanischen Truppen unter General Espoz y Mina zurückerobert. 1951 wurde die Festung zum Monumento Histórico Artistico (Bien de Interés Cultural) erklärt. Die noch heute teilweise militärisch genutzte, gut erhaltene Zitadelle wurde 1968 restauriert. Für die Restaurierung wurde ihr 1985 der Preis Europa Nostra zuteil. 2007 wurde in der Festung ein Museum für Militärminiaturen (Museo de Miniaturas Militares) eröffnet. Die Rekonstruktion der Eingangsmauern erfolgte 2010.

## Pentagonale Festungsanlagen

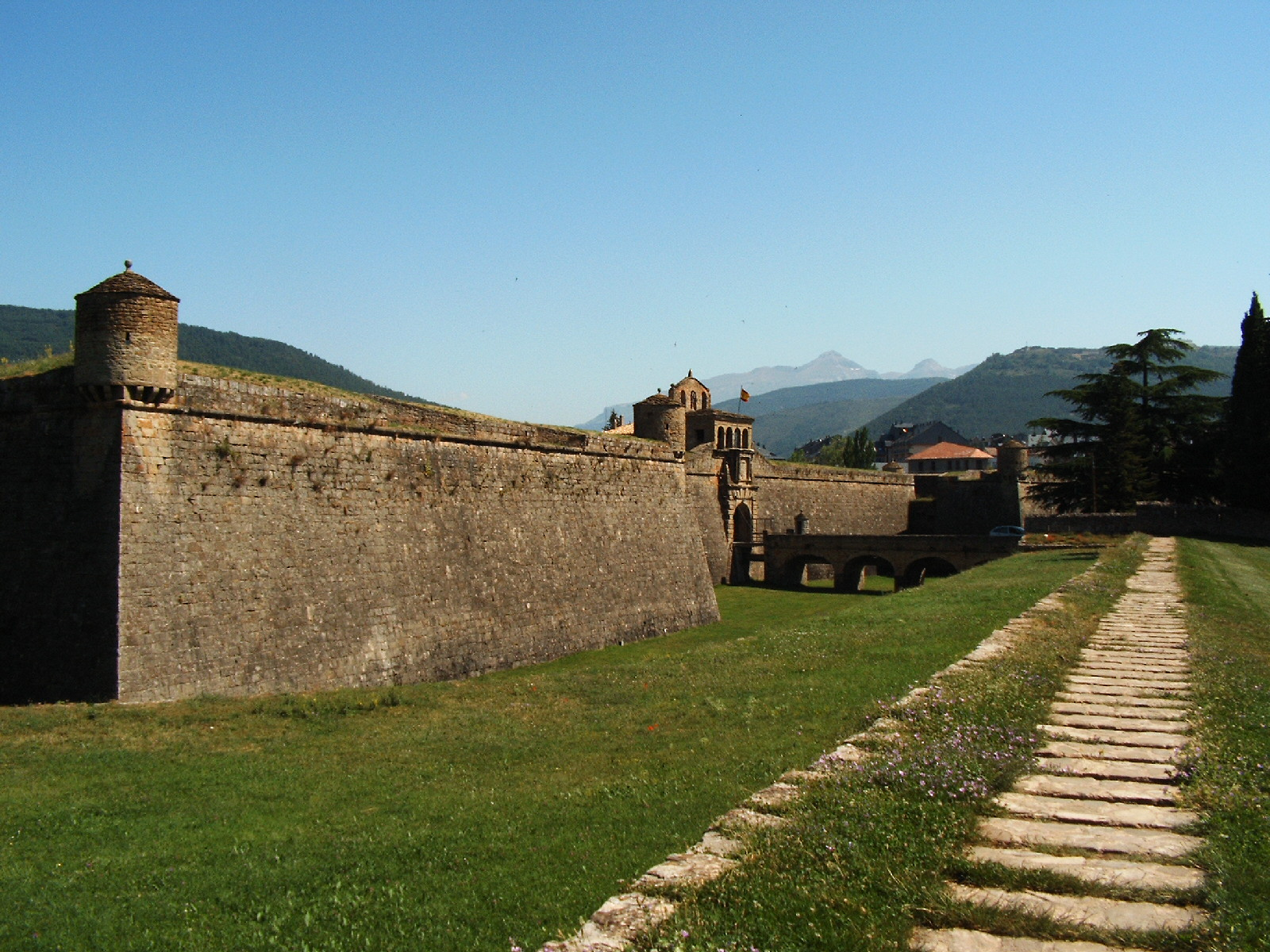
Bastion und Graben

Die regelmäßige fünfeckige (pentagonale) Anlage ähnelt der nur wenig älteren Bergfestung Wülzburg bei Weißenburg in Bayern, unterscheidet sich von dieser aber durch die Lage im Tal. Fünfeckige Festungsanlagen wurden seit der Mitte des 16. Jahrhunderts entwickelt (Fortezza da Basso in Florenz 1534, allerdings ebenso wie die Festung Lichtenau (nach 1553), die Festung Orsoy am Niederrhein (ab 1565) und die Festung Friedrichsort (ab 1663) auf unregelmäßigem Grundriss), die Zitadelle von Doullens (Picardie) ab 1530, die Festung Dömitz ab 1559, die Zitadelle von Turin 1564, die Zitadelle von Antwerpen 1567, beide 1857 bzw. 1859 größtenteils abgetragen, die Zitadelle von Pamplona ab 1571 (größtenteils erhalten), die Festung Bourtange in den Niederlanden ab 1580, die Zitadelle von ’s-Hertogenbosch ab 1637, das Harburger Schloss 1644, die Zitadelle von Münster (1661, 1764 geschleift), die Zitadelle Vechta ab 1666, das Kastell von Kopenhagen (1667 fertiggestellt), die Zitadelle von Lille ab 1668; die Zitadelle von Straßburg ab 1681; Nieuw-Amsterdam (Suriname) ab 1734.

## Anlage
In Jaca befindet sich im Zentrum der fünfeckige Waffenplatz mit einer Skulptur Philipps II., der von zweistöckigen Gebäuden umgeben ist, in denen sich u. a. das Miniaturenmuseum und weitere Ausstellungsräume befinden. Am Rande liegt die Kirche und auf der Nordseite liegen die Pulvermagazine. An den fünf Ecken der Anlage liegen Kasematten und Bastionen, die von einem umlaufenden Festungsgraben und dem Glacis abgeschlossen werden. Der Zugang erfolgt durch ein Tor zur Stadt und eine Brücke über den Graben, die zum Teil als Zugbrücke konstruiert ist.

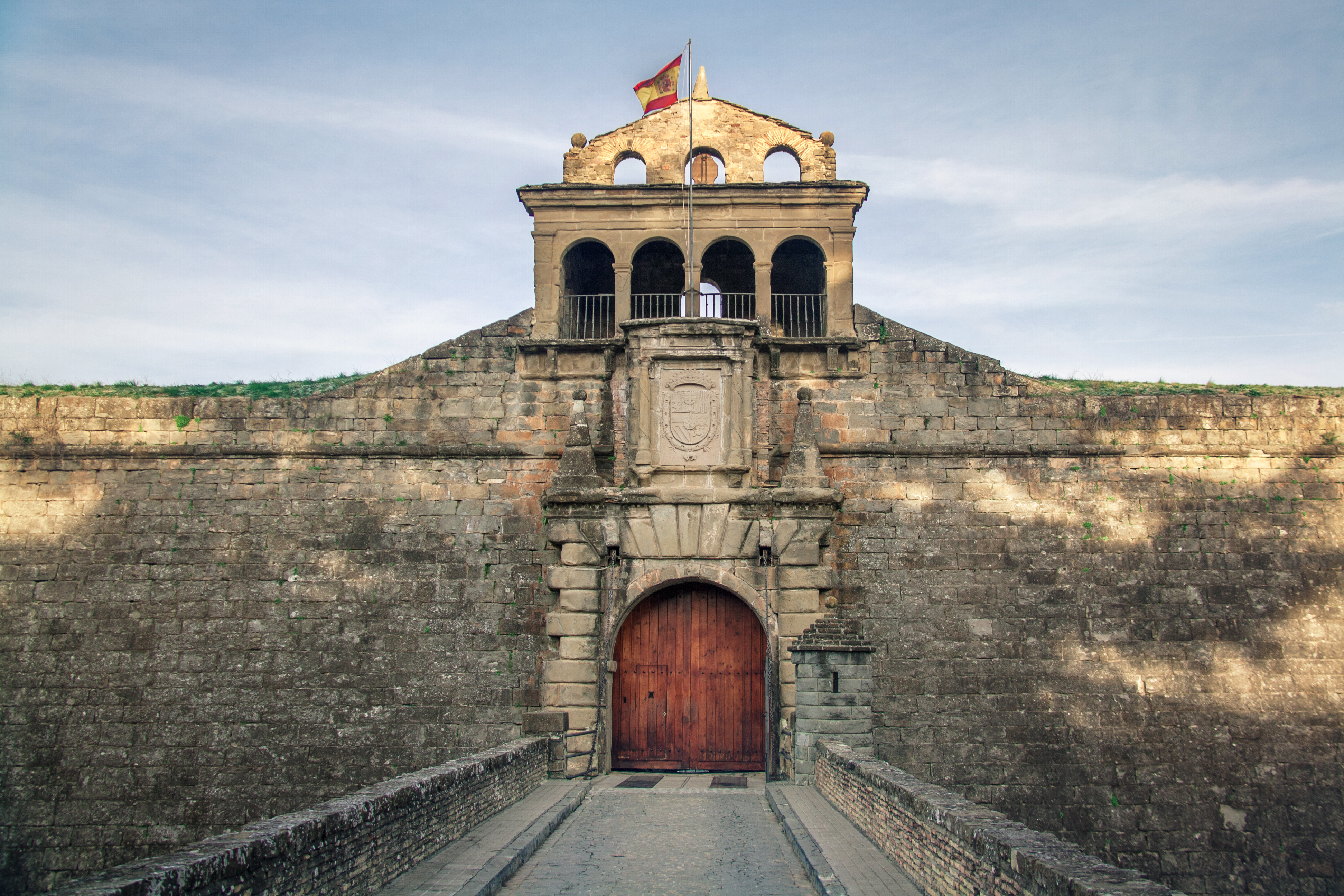
Eingang der Festung
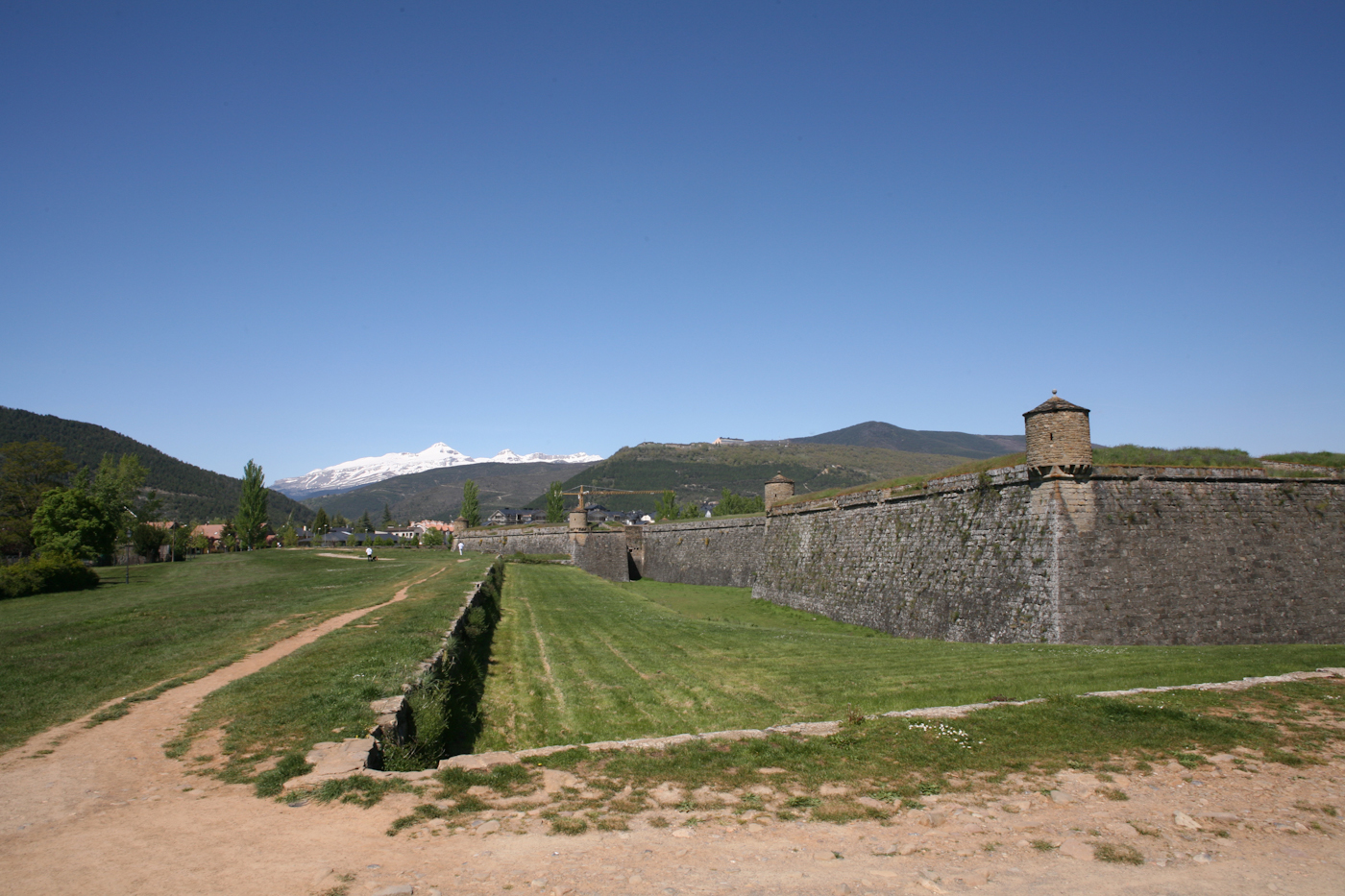
Die Festung von außen
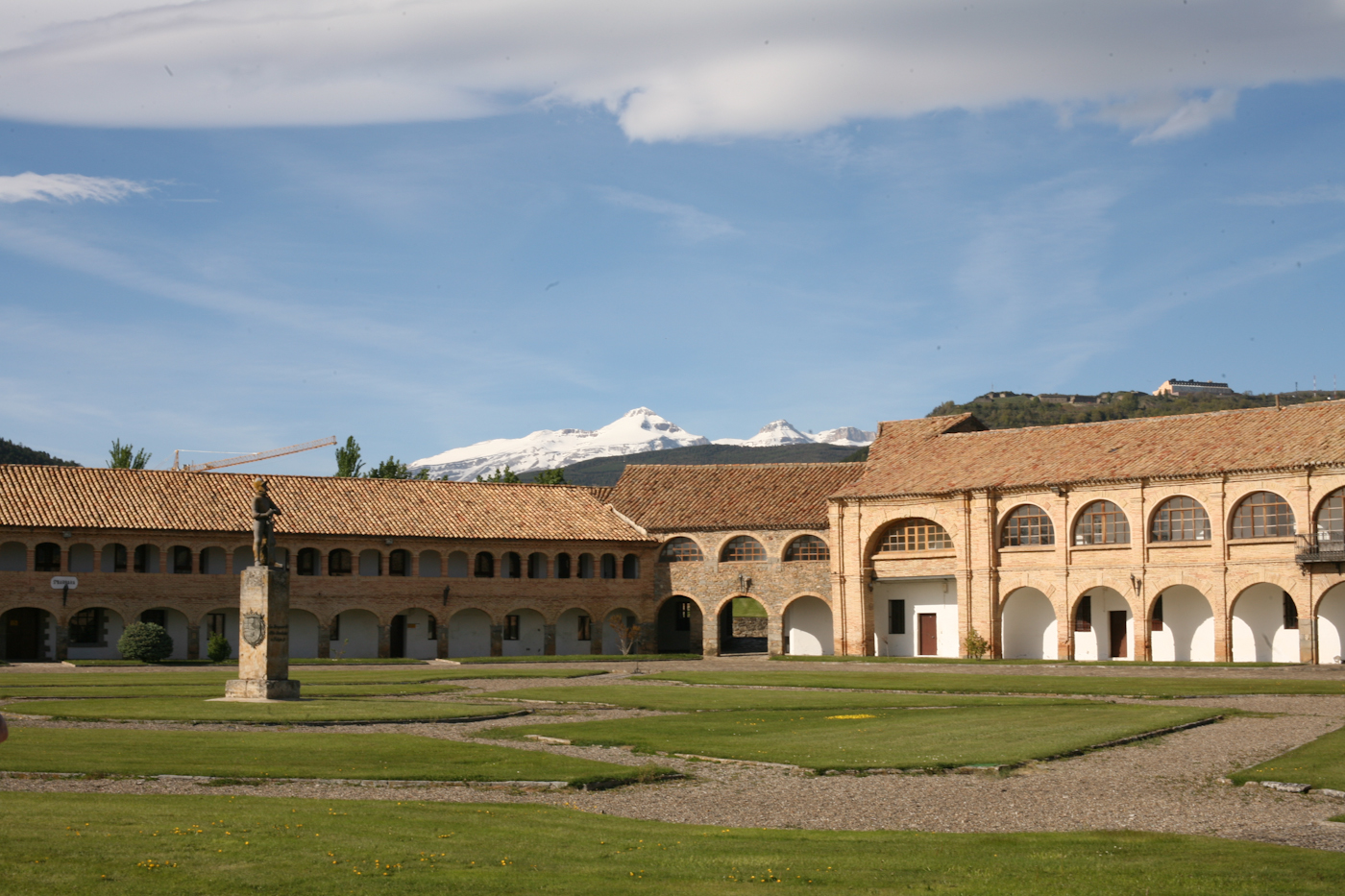
Die Festung von innen
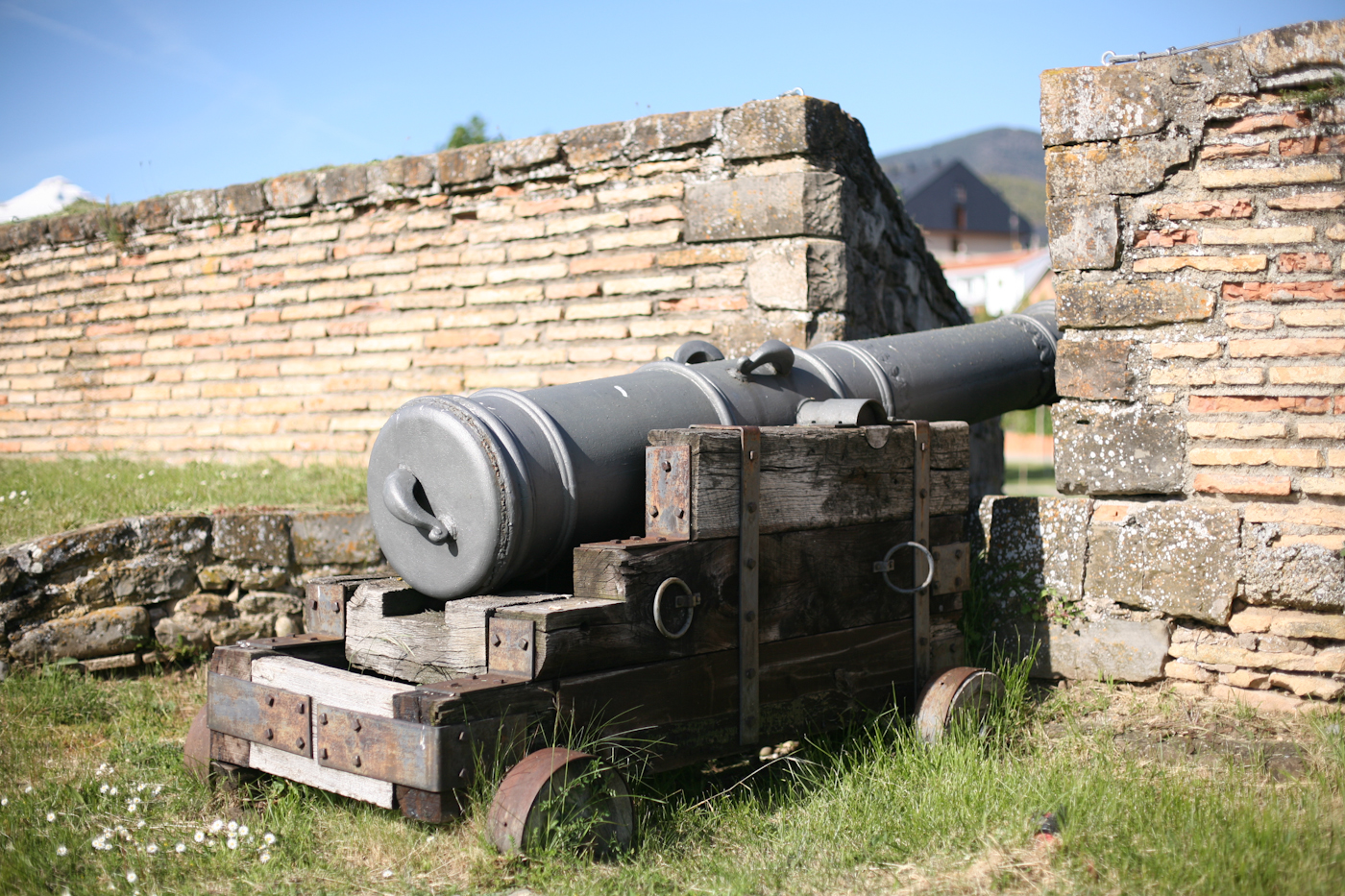
Kanone in der Festung